# Ralf Nestmeyer
Ralf Nestmeyer (* 4. Mai 1964 in Nürnberg) ist ein deutscher Reisejournalist und Schriftsteller.

## Leben
Ralf Nestmeyer studierte Neuere Geschichte, Bayerische und Fränkische Landesgeschichte sowie Philosophie an der Friedrich-Alexander-Universität Erlangen-Nürnberg. Er lebt als freier Schriftsteller in Nürnberg und ist Mitglied in der Kriminalschriftstellervereinigung Syndikat. Nestmeyer war Mitglied im PEN-Zentrum Deutschland und von April 2018 bis zum 14. Mai 2022 dessen Vizepräsident und Writers-in-Prison-Beauftragter. Bei der Gründung des PEN Berlin am 10. Juni 2022 wurde er in das Board des neu gegründeten Verbands gewählt, dem er bis zur ordentlichen Mitgliederversammlung im Dezember 2022 angehörte. Seit 2025 ist er Mitglied im Beirat der Giordano-Bruno-Stiftung.
Seit 1994 veröffentlichte Nestmeyer mehr als drei Dutzend Reiseführer und historisch-literarische Sachbücher („Hotelwelten“), zudem schreibt er für Zeitungen und Magazine. Seine Reportagen, Rezensionen und Artikel erschienen u. a. in Die Zeit, der Frankfurter Allgemeinen Zeitung, der Süddeutschen Zeitung, Nürnberger Nachrichten, taz, hpd sowie auf Spiegel online. Als Reiseschriftsteller arbeitet er hauptsächlich für den Michael Müller Verlag, die Reihe Merian und für den Emons Verlag. Für den Insel Verlag hat er literarische Anthologien über die Provence wie auch über Sizilien zusammengestellt und ein Buch über „Französische Dichter und ihre Häuser“ verfasst. Für den Reclam-Verlag hat er ein Sachbuch über „Hotelwelten“ geschrieben sowie Anthologien über Berlin und Wien herausgegeben.
Nestmeyer moderierte 2019 in der Französischen Botschaft in Berlin den Goût de France. Nestmeyer verfasste vor allem Bücher zu Frankreich, England, Italien und Franken. Die FAZ lobte den Franken-Reiseführer als „so komplett […], dass man es bei aller Vorsicht gegenüber Superlativen als eine Art Franken-Bibel bezeichnen könnte.“ Seine Bücher wurden in mehrere Sprachen übersetzt (Englisch, Französisch, Italienisch, Niederländisch, Tschechisch und Ungarisch). Basierend auf den Media-Control-Daten des Jahres 2015 stand Nestmeyer mit einem Marktanteil von 0,9 Prozent aller in Deutschland verkauften Reiseführer auf Platz 2 der „marktführenden Reiseführerautoren“.
2015 publizierte er seinen ersten Kriminalroman („Roter Lavendel“), der sich mit der französischen Résistance beschäftigt. Der Nachfolgeband „Die Toten vom Mont Ventoux“ behandelt die Themen Tour de France und Doping. Die Krimireihe um Capitaine Malbec wurde mit den Bänden  "Späte Rache am Luberon" (2022) und "Glutroter Luberon (2024) fortgesetzt.

## Publikationen (Auswahl)
Belletristik
- Roter Lavendel. Emons Verlag, Köln 2015.
- Die Toten vom Mont Ventoux. Emons Verlag, Köln 2018.
- Späte Rache im Luberon. Emons Verlag, Köln 2022.
- Glutroter Luberon. Emons Verlag, Köln 2024.

Sachbücher
- Sizilien, Literarischer Reisebegleiter. Insel Verlag, Frankfurt am Main 2000
- Provence/Côte d’Azur. Literarischer Reisebegleiter. Insel Verlag, Frankfurt am Main 2002
- Provence und Côte d’Azur. Literarische Reisebilder aus dem Midi. Klett-Cotta, Stuttgart 2005
- Französische Dichter und ihre Häuser. Insel Verlag, Frankfurt am Main 2005
- Sizilien – Literarische Streifzüge. Artemis & Winkler, Düsseldorf 2008
- Alles Mythos! 16 populäre Irrtümer über Frankreich. Theiss Verlag, Darmstadt 2014
- Hotelwelten. Luxus, Liftboys und Literaten. Reclam, Stuttgart 2015
- Berlin. Zum Verweilen. Reclam, Stuttgart 2020
- Wien. Zum Verweilen. Reclam, Stuttgart 2020
- 111 Orte, die von deutscher Geschichte erzählen, Emons Verlag, Köln 2024

Reiseführer
- Nürnberg und Fürth. Michael Müller, Erlangen, 1994 (13. Auflage 2025)
- Franken. Michael-Müller-Verlag, Erlangen 1996 (10. Auflage 2024)
- Sizilien. Gräfe und Unzer Verlag, München 1996ff.
- Bayerischer Wald. Gräfe und Unzer Verlag, München 1996ff.
- Normandie. Gräfe und Unzer Verlag, München 1996
- Provence & Côte d’Azur. Michael-Müller-Verlag, Erlangen 1997 (13. Auflage 2025)
- Cinque Terre und Ligurien. Gräfe und Unzer Verlag, München 1997ff.
- Côte d’Azur. Michael-Müller-Verlag, Erlangen 1999 (10. Auflage 2025)
- Paris. Michael-Müller-Verlag, Erlangen 2000 (14. Auflage 2025)
- London. Michael-Müller-Verlag, Erlangen 2000 (15. Auflage 2025)
- Südengland. Michael-Müller-Verlag, Erlangen 2001 (8. Auflage 2022)
- Languedoc-Roussillon. Michael-Müller-Verlag, Erlangen 2002 (10. Auflage 2024)
- England. Michael-Müller-Verlag, Erlangen 2002ff.
- Südfrankreich. Michael-Müller-Verlag, Erlangen 2003 (10. Auflage 2025)
- Haute-Provence. Michael-Müller-Verlag, Erlangen 2003 (8. Auflage 2025)
- Cornwall & Devon. Michael-Müller-Verlag, Erlangen 2005 (9. Auflage 2022)
- Nürnberg. Travel House Media, München 2009ff.
- Normandie. Michael-Müller-Verlag, Erlangen 2010 (6. Auflage 2024)
- 111 Orte in der Provence, die man gesehen haben muss. Emons Verlag, Köln 2013 (5. Auflage 2025)
- Ligurien. Travel House Media, München 2014
- Sizilien. Travel House Media, München 2014
- Provence. Travel House Media, München 2015
- 111 Orte an der Côte d'Azur, die man gesehen haben muss. Emons Verlag, Köln 2015 (4. Auflage 2025)
- 111 Orte in der Normandie, die man gesehen haben muss. Emons Verlag, Köln 2016
- Marseille. Michael-Müller-Verlag, Erlangen 2018 (3. Auflage 2024)